# Laura del Río
Pour les articles homonymes, voir Del Rio et García.
Laura del Río García, née à Madrid le 5 février 1982, est une championne sportive et joueuse de football internationale espagnole.

## Biographie
Laura del Río commence sa carrière en 1998 dans le club de l'Oroquieta Villaverde où elle gagne sa première Liga et sa première Coupe d'Espagne féminine de football. Elle est la première joueuse à réussir ce doublé.
Après la saison 1999, elle intègre le club de Torrejón de Ardoz, puis signe en 2000 à Valence. Elle gagne alors deux fois le Championnat d'Espagne féminin de football et deux fois la Coupe de la Reine. Elle passe ensuite deux saisons au Centre d'Esports Sabadell Fútbol Club.
En 2008, elle rejoint le FC Indiana de la W-League des États-Unis.
En 2009, elle signe au FFC Francfort du Championnat d'Allemagne féminin de football, l'une des équipes les plus importantes du football féminin européen. 
En 2011, elle rejoint le club de l'Independence de Philadelphie, avec qui elle remporte le championnat de la WLS.
Elle entre ensuite à la Bristol City Women's Football Club du Championnat d'Angleterre féminin de football où elle reste trois saisons, avant de revenir dans la Ligue américaine en 2015 au sein du Spirit de Washington.
Le 12 juillet 2017, elle rejoint le Madrid Club de Fútbol Femenino du Championnat d'Espagne féminin de football. Elle prend sa retraite en août 2019, devenant entraîneuse principale du Flat Earth FC de la 3ª division espagnole.
Elle est l'une des grandes footballeuses européennes à avoir fait son coming-out lesbien,.